# Tenextipa
Tenextipa är en ort i Mexiko.   Den ligger i kommunen Tamazunchale och delstaten San Luis Potosí, i den sydöstra delen av landet, 210 km norr om huvudstaden Mexico City. Tenextipa ligger 220 meter över havet och antalet invånare är 249.
Terrängen runt Tenextipa är huvudsakligen kuperad, men västerut är den bergig. Runt Tenextipa är det ganska tätbefolkat, med 67 invånare per kvadratkilometer. Närmaste större samhälle är Tamazunchale, 2,8 km öster om Tenextipa. I omgivningarna runt Tenextipa växer huvudsakligen savannskog.